# おいでよ!青春る
おいでよ!青春る（おいでよ!あおはる）は文化放送で2022年9月27日から2023年3月22日まで放送されたラジオの生ワイド番組。

## 概要
この番組では、平日夕方に放送されている『西川あやの おいでよ!クリエイティ部』の、その『おいでよ!』シリーズの第2弾の生ワイド番組として放送するもので、この番組のコンセプトは「高校生が先生になる」で、文化放送の放送エリアである関東圏の高校生が週替わり（例外あり）で出演するもの。
なお、この番組の設定としては「番組を「学校」、各コーナーを「授業」、リスナーを「生徒」」と呼称している。

## 放送時間
- 毎週火・水曜 19:00 - 21:00

## アオハルナビゲーター
- 火曜：THIS IS パン
- 水曜：世間知らズ

## 放送休止・変更
- 2022年10月25日・26日 - 『プロ野球SMBC日本シリーズ2022 オリックス×東京ヤクルト』中継（MBSラジオ制作）を放送のため休止。
- 2022年内の放送は、スペシャルウィークおよび年末年始の特別編成に伴い12月14日をもって終了。2023年は1月10日より再開。
- 2023年2月14日・15日 - スペシャルウィークの特別編成に伴い休止。2月21日より再開。